# Archeolarca aalbui
Archeolarca aalbui es una especie de arácnido del orden Pseudoscorpionida de la familia Larcidae.

## Distribución geográfica
Se encuentra en California (Estados Unidos).